# Jaborá
Jaborá är en kommun i Brasilien.   Den ligger i delstaten Santa Catarina, i den södra delen av landet, 1 300 km söder om huvudstaden Brasília. Antalet invånare är 4 041.
I omgivningarna runt Jaborá växer i huvudsak städsegrön lövskog. Runt Jaborá är det glesbefolkat, med 20 invånare per kvadratkilometer.